# Richard D. Clarke

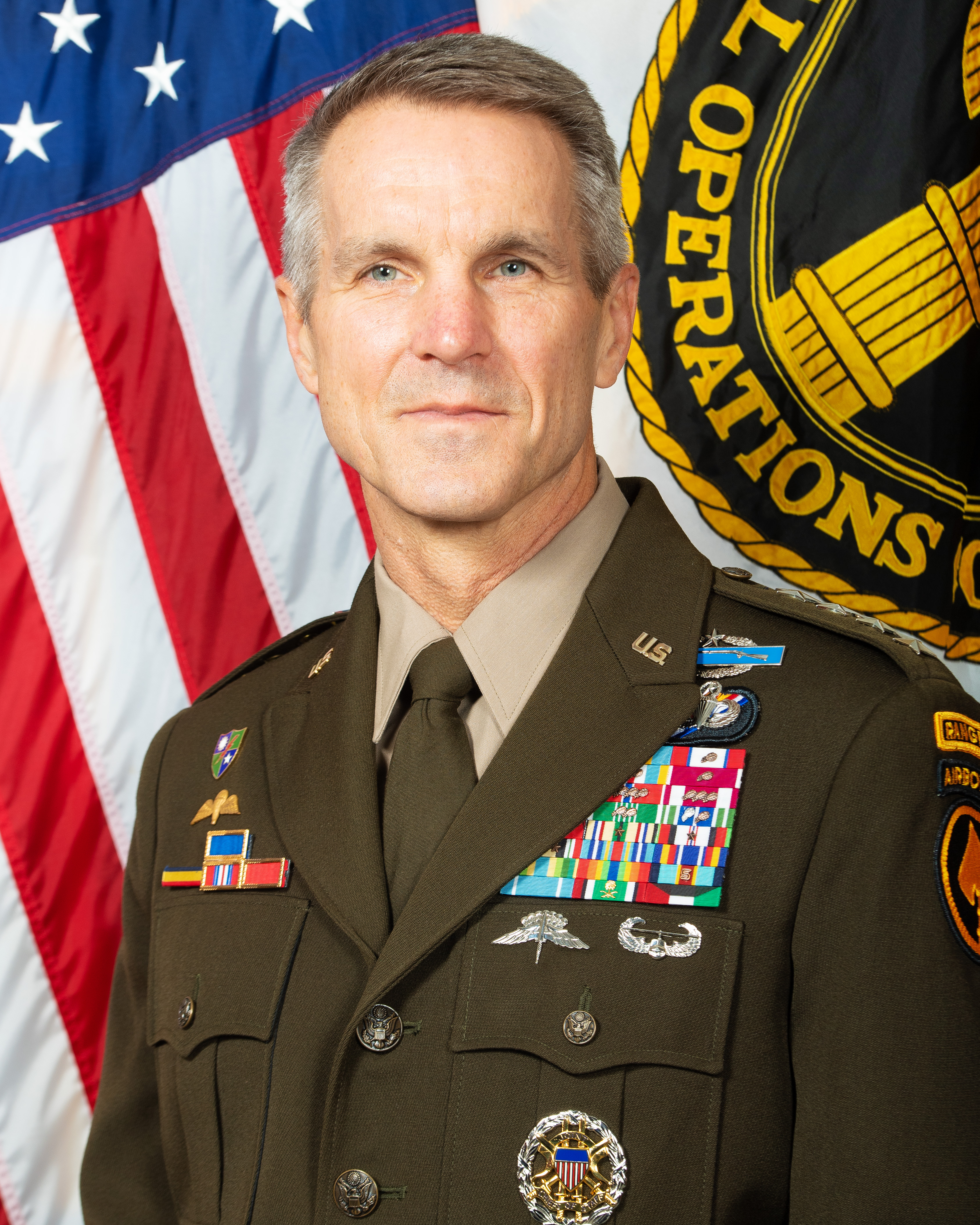
Richard D. Clarke (2021)

Richard D. Clarke Jr. (* 23. Juli 1962 in Stuttgart, Deutschland) ist ein pensionierter Viersterne-General der United States Army. Er kommandierte zuletzt das United States Special Operations Command.
Richard Clarke entstammt einer Militärfamilie und besuchte Schulen an deren jeweiligen Standorten. In den Jahren 1980 bis 1984 durchlief er die United States Military Academy in West Point. Nach seiner Graduation wurde er als Leutnant der Infanterie zugeteilt. In der Armee durchlief er anschließend alle Offiziersränge bis zum Viersterne-General. Zu seinen militärischen Schulungen gehörte auch ein Studium am National War College.
In seinen jüngeren Jahren absolvierte er den für Offiziere in den niederen Rangstufen üblichen Dienst in verschiedenen Einheiten und Standorten. Er kommandierte Einheiten auf fast allen militärischen Ebenen und war zwischenzeitlich auch als Stabsoffizier tätig. Dabei war er unter anderem auch in Europa stationiert.
Richard Clarke nahm im Verlauf seiner Dienstzeit am Zweiten Golfkrieg, am Krieg in Afghanistan und am Irakkrieg teil. Von 2007 bis 2009 kommandierte er das 75th Ranger Regiment. Danach war er bis 2011 Stabsoffizier (Director of Operations) beim Joint Special Operations Command. Anschließend wurde er zur 10. Gebirgsdivision versetzt, wo er von 2011 bis 2013 Stabsoffizier für Operationen (G3) war. Danach war er bis 2014 Führungsoffizier der Kadetten an der Militärakademie in West Point.
Am 7. Oktober 2014 übernahm Richard Clarke als Nachfolger von John W. Nicholson Jr. das Kommando über die 82. Luftlandedivision. Während seiner Zeit als Kommandeur dieser Division nahmen einige Einheiten auch an der Operation Inherent Resolve im Irak und in Syrien teil. Nachdem er sein Kommando am 2. August 2016 an Michael Kurilla übergeben hatte, wurde Clarke Stabsoffizier (J5) im Pentagon beim Joint Chiefs of Staff. Vom 29. März 2019 bis zum 30. August 2022 kommandierte er das United States Special Operations Command. Nach dem Kommandowechsel am 30. September 2022, als Bryan P. Fenton dieses Kommando übernahm, ging Richard Clarke in den Ruhestand.

## Orden und Auszeichnungen
Richard Clarke erhielt im Lauf seiner militärischen Laufbahn unter anderem folgende Auszeichnungen:
- Defense Distinguished Service Medal
- Army Distinguished Service Medal
- Defense Superior Service Medal
- Legion of Merit
- Bronze Star Medal
- Meritorious Service Medal
- Air Medal
- Army Commendation Medal
- Army Achievement Medal
- Presidential Unit Citation
- Valorous Unit Award
- Meritorious Unit Commendation
- National Defense Service Medal
- Southwest Asia Service Medal
- Afghanistan Campaign Medal
- Iraq Campaign Medal
- Global War on Terrorism Expeditionary Medal
- Global War on Terrorism Service Medal
- Armed Forces Service Medal
- Army Service Ribbon
- Army Overseas Service Ribbon
- UN-Medaille
- Kuwait Liberation Medal (Saudi-Arabien)
- Kuwait Liberation Medal (Kuwait)
- Combat Infantryman Badge